# Iperacusia
L'iperacusia è un disturbo del sistema uditivo caratterizzato da un'ipersensibilità ed un'intolleranza ai suoni (talvolta ristrette a certe frequenze, più spesso estese a tutti i suoni).

## Eziologia
Patologia provocata da un'alterazione cerebrale nell'elaborazione dei suoni: il soggetto iperacusico pur avendo un udito normale, percepisce i suoni come acuti e più forti. Di conseguenza, anche rumori quotidiani o ambientali causano fastidi: i casi più gravi da trattare hanno componente fonofobica.

## Clinica
Contrariamente all'ipoacusia (diminuzione dell'udito), tentare di ridurre lo stimolo acustico può essere fonte di danni per corteccia cerebrale e nervo vestibolococleare . I sintomi iperacusici possono regredire spontaneamente, e persino sparire: nei casi gravi, persistono per lungo tempo, o invece possono cronicizzarsi.